# Termes anatòmics dels músculs
Els músculs es descriuen utilitzant la terminologia anatòmica única d'acord amb les seves accions i estructura.

## Classificació
Hi ha tres tipus de teixit muscular en el cos humà: esquelètic, llis i cardíac.

### Múscul esquelètic
El múscul esquelètic estriat o múscul voluntari s'enganxa principalment a l'os a través del tendó, el que permet a través de palanques (dels ossos amb les articulacions) mantenir la positura i realitzar els moviments voluntaris.

### Múscul llis
El teixit muscular llis es troba en les parts del cos on es transmet l'acció sense intenció conscient. La majoria d'aquest tipus de teixit muscular es troba en els sistemes digestius i urinaris on actua per mitjà de propulsió cap endavant dels aliments, el quim, i la femta en el primer i l'orina en el segon. Altres llocs on es pot trobar el múscul llis són dins de l'úter, on ajuda a facilitar el part, i en l'ull, on controla de la mida de la pupil·la mitjançant l'esfínter pupil·lar.

### Múscul cardíac
El múscul cardíac és específic del cor. També el seu moviment és involuntàri, i és, a més, l'autoestimula: és contractau sense estímuls externs.

## Accions del múscul esquelètic

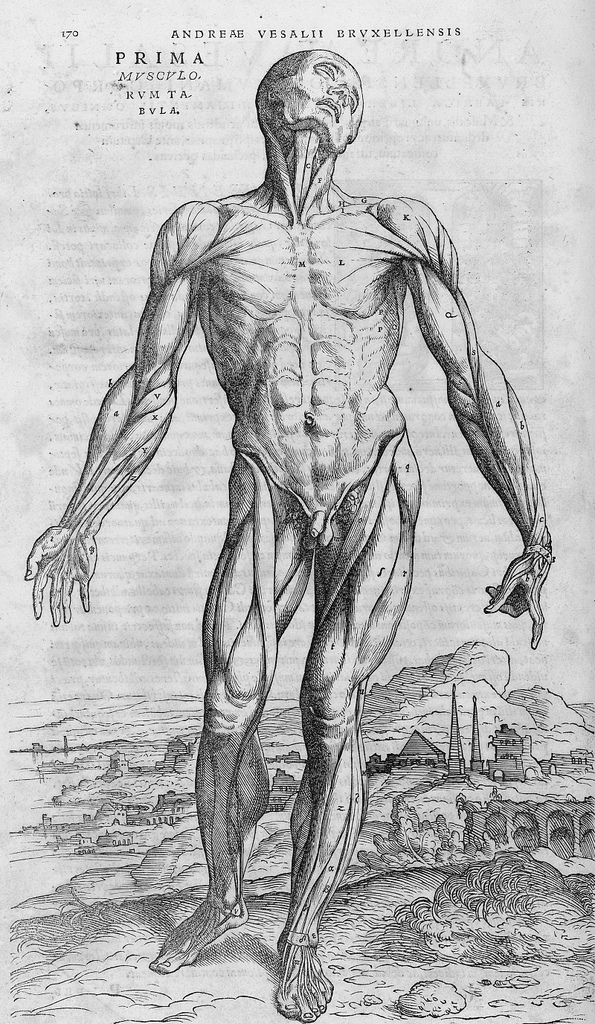
Gravat per l'artista flamenc i anatomista Andreas Vesal, 1543

A igual que els termes anatòmics del moviment que descriuen el moviment realitzat per un múscul, hi ha una terminologia única que s'utilitza per descriure l'acció d'un conjunt de músculs.

### Agonistes i antagonistes
Els músculs agonistes i músculs antagonistes es refereixen als músculs que causen o inhibeixen un moviment.
El músculs agonistes causen un moviment que es produeix amb la seva pròpia contracció. Per exemple, la contracció del tríceps braquial durant la fase d'extensió del colze. Durant la fase d'extensió el mateix tríceps braquial controla activament la flexió del colze mentre es relaxa.
Els músculs antagonistes s'oposen a un moviment específic. Aquest controla un moviment, el frena, i retorna una extremitat a la posició inicial. L'antagonisme no és una propietat intrínseca; es tracta d'un paper que juga un múscul en funció del moviment. Si un moviment s'inverteix, els músculs agonistes i antagonistes canvien els papers. A causa que el múscul flexor és sempre un flexor, en la flexió és l'agonista, i en l'extensió és l'antagonista (de l'extensor). Al revés, un múscul extensor és l'agonista en l'extensió i l'antagonista de la flexió. Utilitzant l'exemple anterior del tríceps braquial durant una flexió de braços, els músculs flexors del colze són els antagonistes durant la fase tant en la fase d'anada i tornada del moviment.

### Parella agonista-antagonista

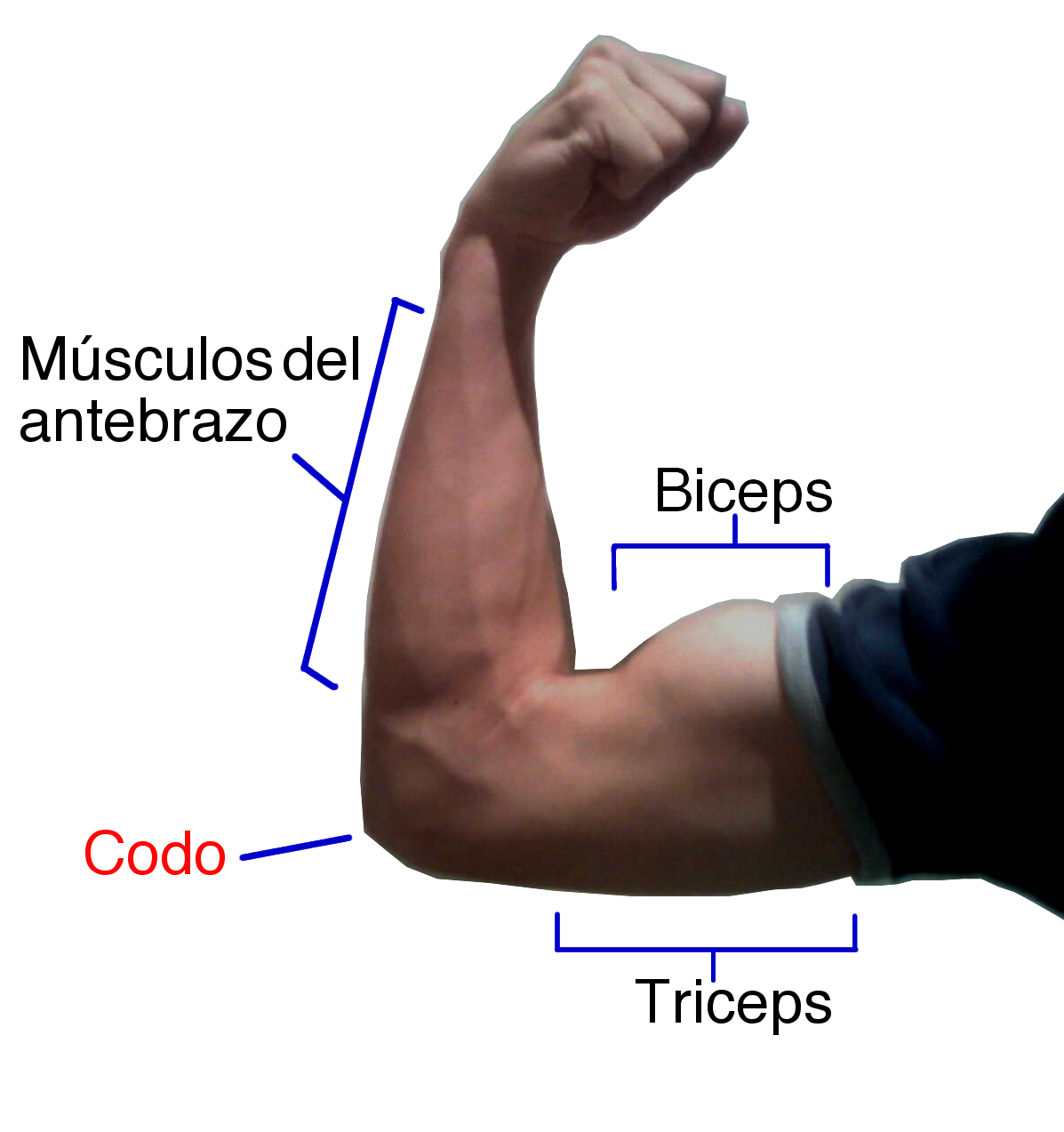
La parella antagonista de bíceps i tríceps treballen per doblegar el colze

Els músculs antagonistes i agonistes sovint treballen en parells, anomenats parells antagonistes. Quan un múscul es contreu, l'altre es relaxa. Un exemple d'un parell agonista-antagonista és el bíceps i tríceps; per tal de fer la flexió-extensió del colze. Els "moviments reversibles" necessiten parells antagonistes situats en costats oposats d'una articulació o os, constituint parells abductors-adductors o parells flexors-extensors. De l'exemple, el tríceps és un múscul extensor, que "obre" l'articulació (augmentant l'angle entre els dos ossos) i el bíceps un múscul flexor (que fa l'oposat en disminuir l'angle entre els dos ossos).
No tots els músculs estan aparellats d'aquesta manera. Un exemple d'excepció és el deltoide.

### Acció sinèrgica

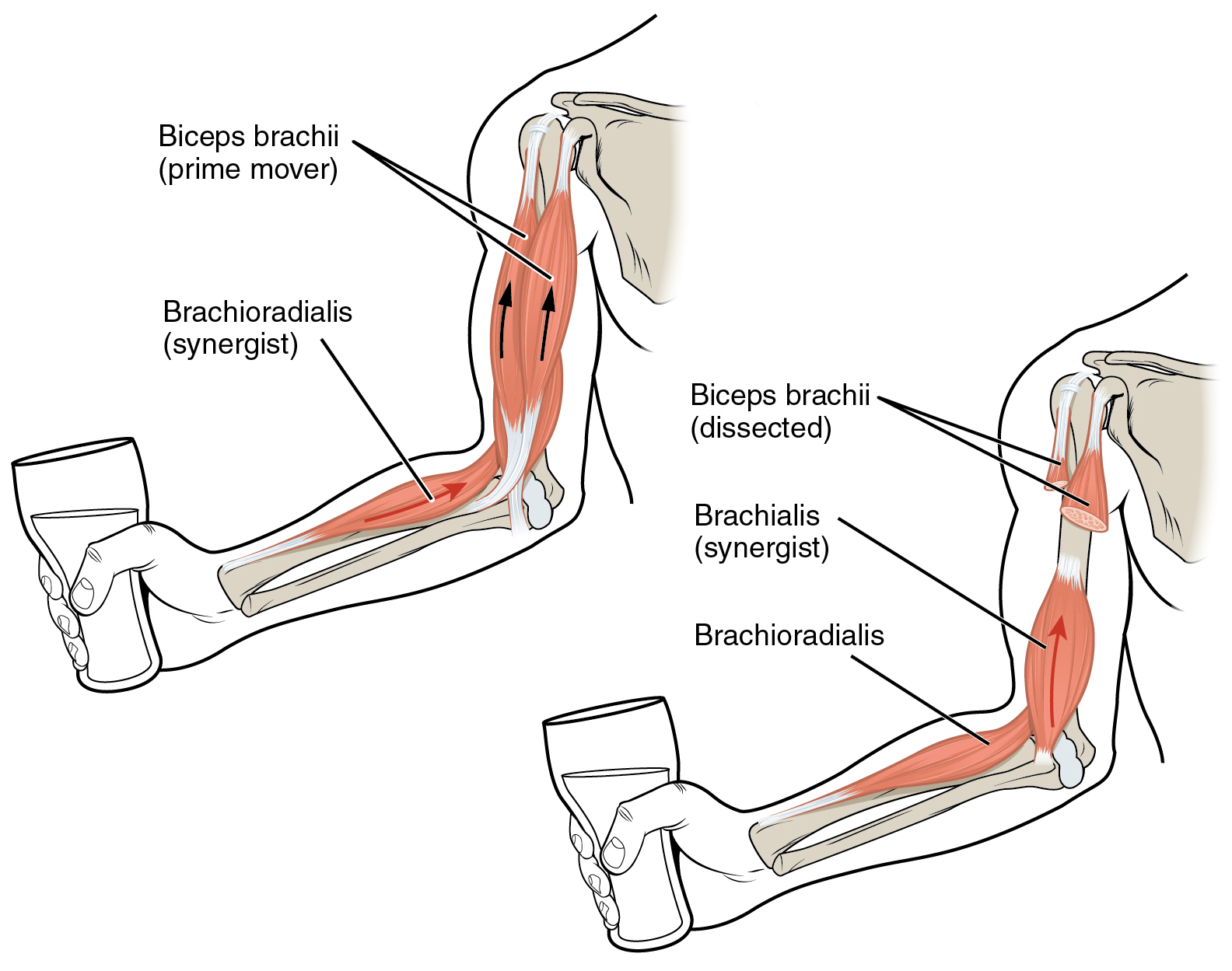
El bíceps braquial flexiona el braç inferior. El supinador llarg, a l'avantbraç, i braquial, ubicat a la profunditat dels bíceps al braç superior, són els dos sinèrgics que ajuden en aquest moviment.

Els músculs sinèrgics realitzen o ajuden a realitzar, el mateix conjunt de moviment de les articulacions com els agonistes. Els músculs sinèrgics actuen sobre les articulacions movibles. Els sinèrgics es refereixen a vegades com "neutralitzadors" perquè ajuden a cancel·lar, o neutralitzar, algun moviment extra dels agonistes i així assegurar que la força generada actua dins del pla de moviment desitjat.
Les fibres musculars només es poden contraure fins al 40% de la seva longitud màxima (quan estan totalment estirades). Així, les fibres curtes dels músculs pinnats són més adequades on cal més la força que l'escurçament del múscul. Aquesta limitació en el rang d'escurçament afecta tots els músculs, i els que actuen sobre diverses articulacions poden ser incapaços d'escurçar-se prou per produir la gamma completa del moviment en totes elles simultàniament (insuficiència activa, per exemple, els dits no es poden flexionar totalment quan el canell també està flexionat). De la mateixa manera, els músculs oposats poden ser incapaços d'estirar-se prou per permetre que el moviment que tingui lloc (insuficiència passiva). Per aquestes dues raons, sovint és essencial utilitzar altres músculs, anomenats fixadors o sinèrgics, aquest tipus d'acció consisteix a fixar algunes articulacions perquè les altres es puguin moure de manera efectiva, per exemple, la fixació del canell durant la flexió completa dels dits en estrenyent el puny. Els sinèrgics són els músculs que faciliten l'acció de fixació.

### Neutralització d'una acció
Del múscul que fixa o sosté un os perquè l'agonista pugui dur a terme el moviment desitjat es diu que té una acció neutralitzant. Un bon exemple d'això són els músculs isquiotibials, el semitendinós i el semimembranós que realitzen la flexió i la rotació interna del genoll, mentre que el bíceps femoral realitza la flexió i la rotació externa del genoll. Així al contraure els tres músculs, per tal de flexionar el genoll, s'evita que el genoll giri en qualsevol direcció, estabilitzant-lo.

#### Múscul compost
Els músculs compostos o híbrids són aquells músculs que tenen més d'un conjunt de fibres, però realitzen la mateixa funció i en general són innervats per diferents nervis per a un conjunt diferent de les fibres. Per exemple, la pròpia llengua és un múscul compost format per diversos components musculars ja siguin longitudinals, transversals, horitzontals i cadascun innervats diferentment.

## Forma

### Inserció i origen

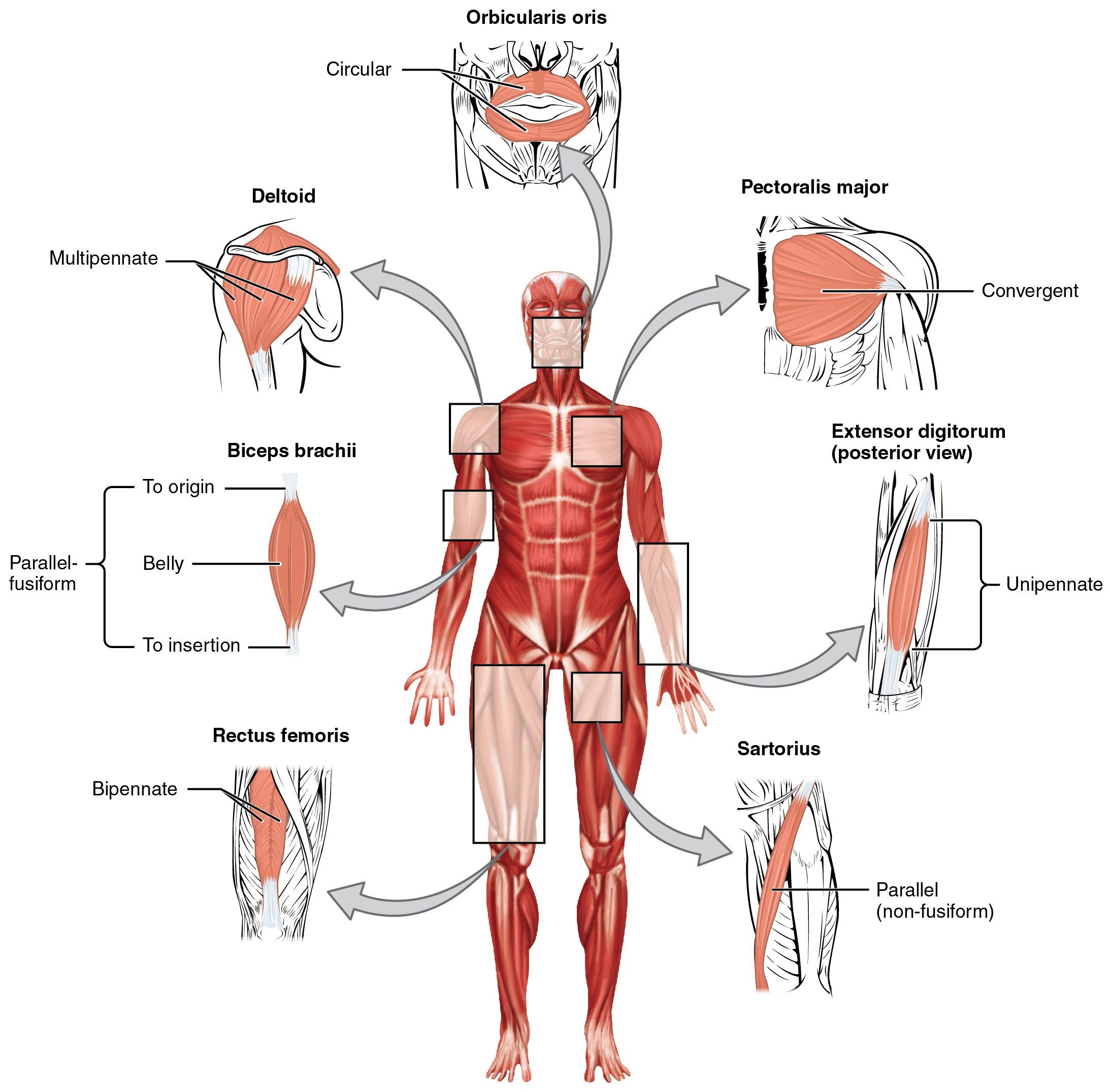
Els set tipus generals de múscul esquelètic

L'origen d'un múscul és l'os és generalment proximal i té una major massa i és més estable durant una contracció que la inserció d'un múscul. Per exemple, amb el múscul dorsal ample, el lloc d'origen és el tors, i la inserció és el braç. Normalment la part distal (braç) es mou a causa de tenir menor massa.
La inserció d'un múscul és l'estructura que s'adhereix i tendeix a ser traslladada per la contracció del múscul. La inserció pot ser un os, un tendó o teixit connectiu dèrmic subcutani. Les insercions són en general a través de connexions del múscul via tendó a l'os. La inserció és un os que tendeix a ser distal, té menys massa, i té una major moviment que l'origen durant una contracció.

### Fibres musculars

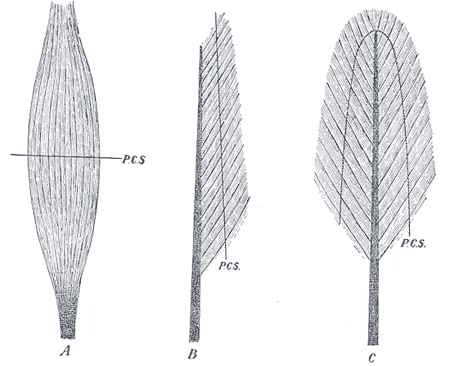
Els diferents tipus de múscul esquelètic:
A: Fusiforme. B: Unipinnat. C: Bipinnat.
(P.C.S., secció transversal fisiològica)

Els músculs també es poden descriure per la direcció en la qual es disposen les fibres musculars.
- Els músculs fusiformes tenen fibres es disposen paral·leles a la longitud del múscul, i tenen forma de fus.[8] Per exemple, el múscul pronador rodó (de l'avantbraç).
- Els músculs unipinnats tenen fibres es disposen en només un costat del múscul, com una ploma d'ànec. Per exemple, els músculs peroneals.
- Els músculs bipinnats consten de dues files de fibres musculars obliqües, que es disposen en direccions oposades en diagonal, i que convergeixen en un tendó central. Els músculs bipinnats són més forts els músculs unipinnats i els fusiformes, a causa d'una àrea de secció transversal fisiològica més gran. Els músculs bipinnats s'escurcen menys que els músculs unipinnats però desenvolupen una major tensió quan es contrauen, el que es tradueix en una major força però amb menys rang de moviment. Exemples de músculs bipinnats són el múscul recte femoral de la cuixa, el múscul de l'estrep (de l'orella mitjana).